# Himbsel’scher Kreuzweg

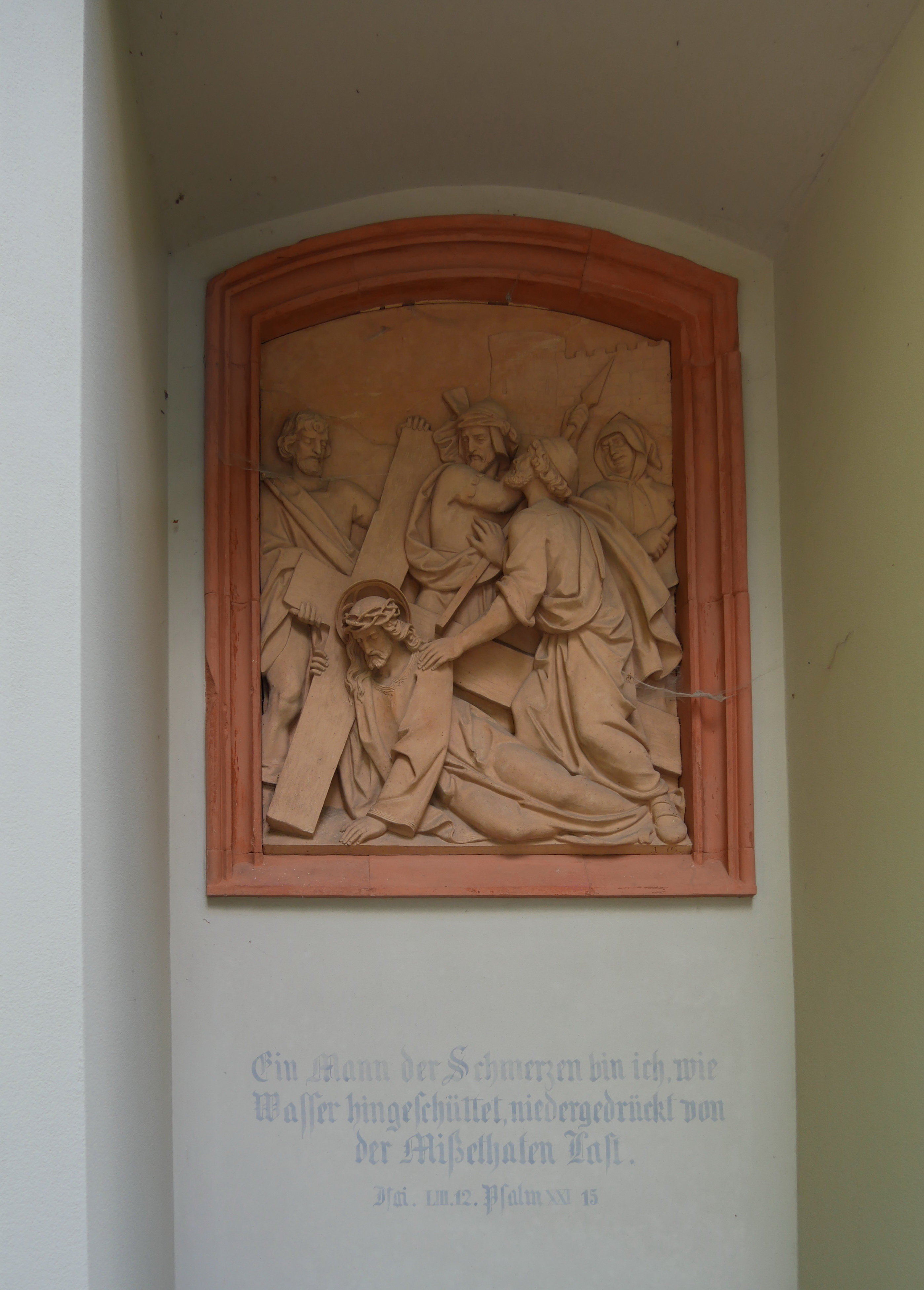
Halbrelief von Station VI

Der Himbsel’sche Kreuzweg liegt zwischen Aufkirchen und Leoni. Er wurde von Oberbaurat Johann Ulrich Himbsel gestiftet und umfasst 15 Stationen.

## Geschichte
Bereits im 16. Jahrhundert stiegen Pilger den steilen Weg vom Ostufer des Starnberger Sees bei Leoni bis zur Kirche Mariä Himmelfahrt in Aufkirchen hinauf. Als der Münchner Unternehmer Johann Ulrich Himbsel durch die Cholera Frau und Sohn verloren hatte, kaufte er 1856 entlang dieses Pilgerwegs Grundstücksparzellen und ließ darauf Wegkapellen als Kreuzwegstationen errichten. Sie wurden am 16. Juli 1857 eingeweiht. Eine weitere Station über die Auferstehung Christi befindet sich im Privatwald zwischen den Orten. Im Jahr 1882 erweiterte sein Sohn Franz Himbsel den Kreuzweg um eine Ölbergstation in Leoni.
Der Kreuzweg ist Teil des Münchner Jakobsweg, der von München über Schäftlarn und Andechs in Allgäu führt. Die Kreuzwegstationen stehen unter Denkmalschutz.

## Stationen
Die Wegkapellen zeigen innen ein Terrakotta-Relief der Station in einer Segmentbogennische und sind mit einem Satteldach und Kreuz bedeckt. Im Giebel ist ein Medaillon mit der Büste von Johannes dem Täufer, dem Namenspatron des Stifters, und den Buchstaben E. A. D. (Ecce Agnus Dei – „Seht, das Lamm Gottes“ – Joh 1,29 ) angebracht. Die Ölbergstation von 1882 hat stattdessen ein Medaillon mit dem Apostel Jakobus und der Umschrift „Sanct Jakobus ora pro nobis“. Römische Ziffern unter dem Kreuz geben die Station an. Die Kapellen stehen jeweils auf einer Wiese, die von einer rechteckigen Hecke umgeben ist.
Der Kreuzweg verläuft über den Schroppweg in Leoni auf die Maxhöhe und die Straße Kreuzweg nach Aufkirchen. Dort grenzen auch einige denkmalgeschützte Villen an.

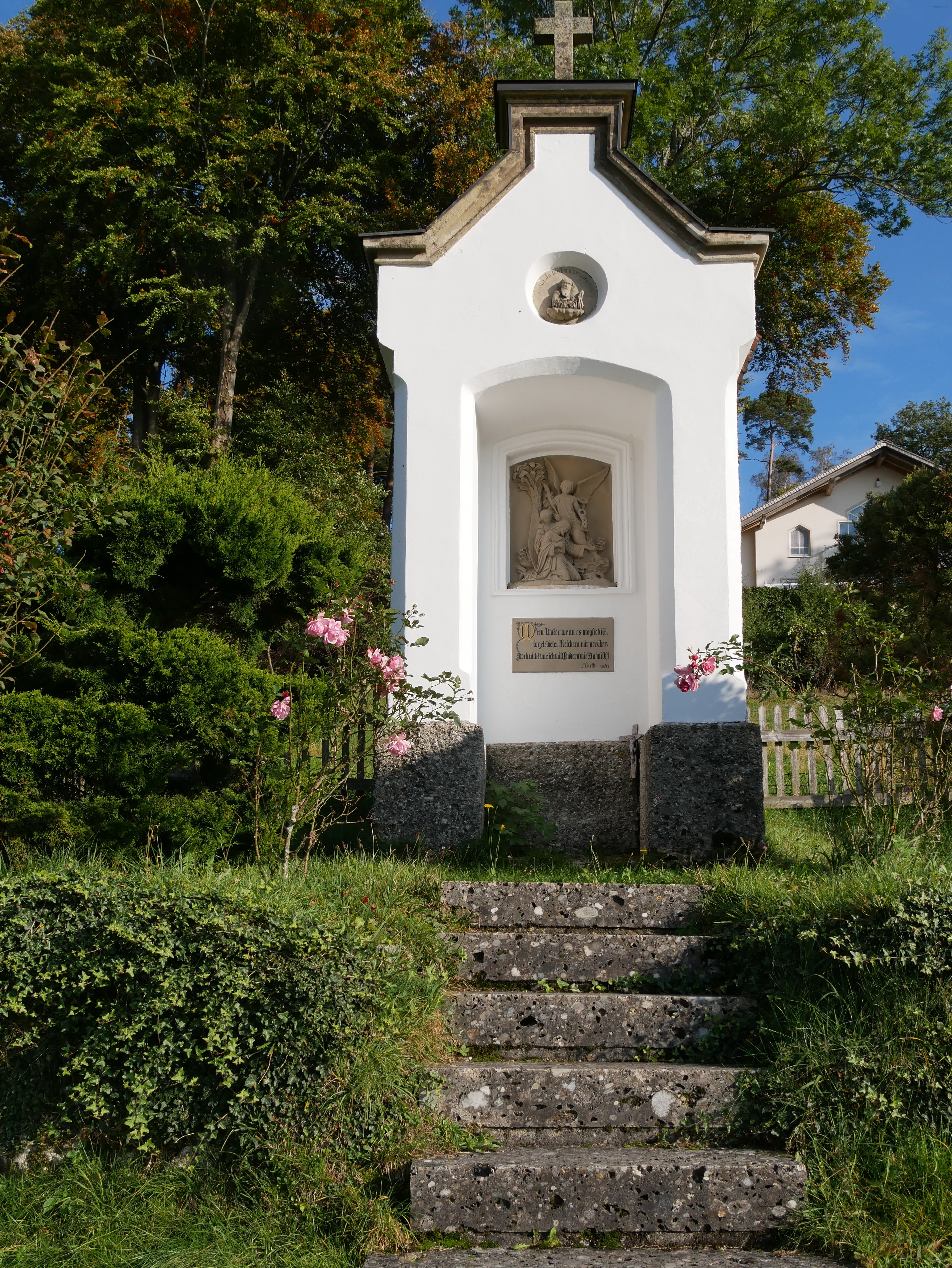
Ölbergstation in Leoni
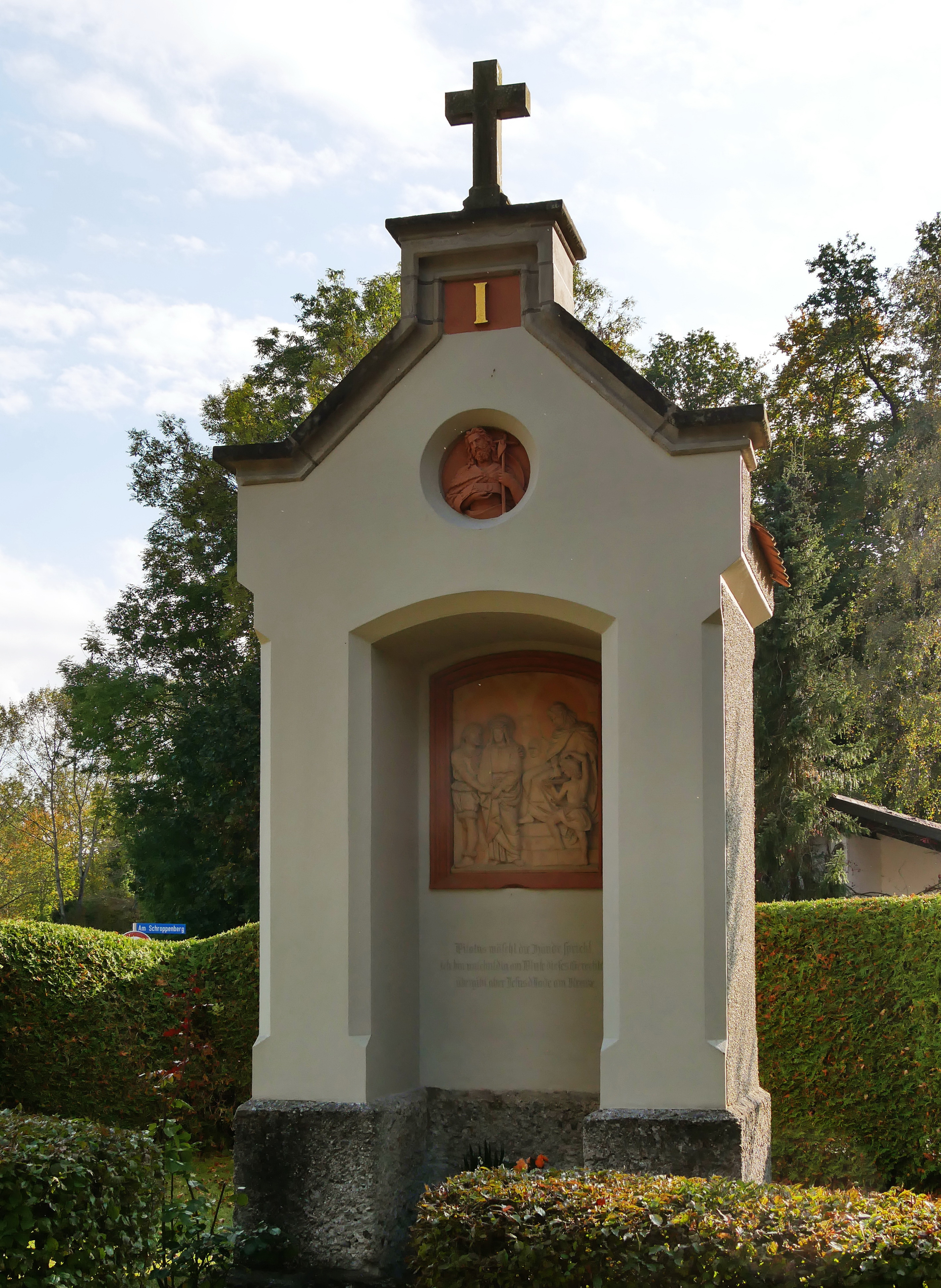
Station I
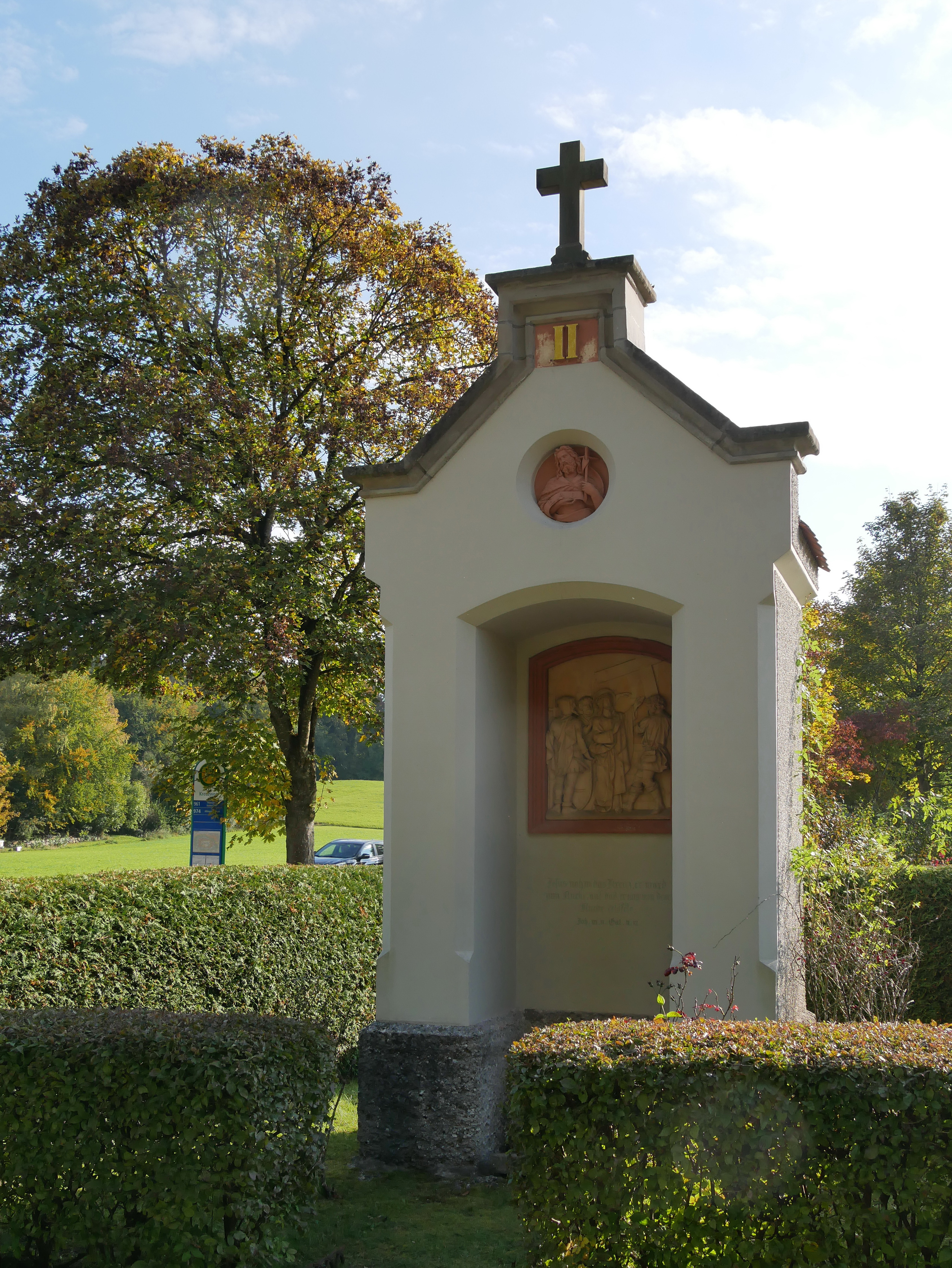
Station II
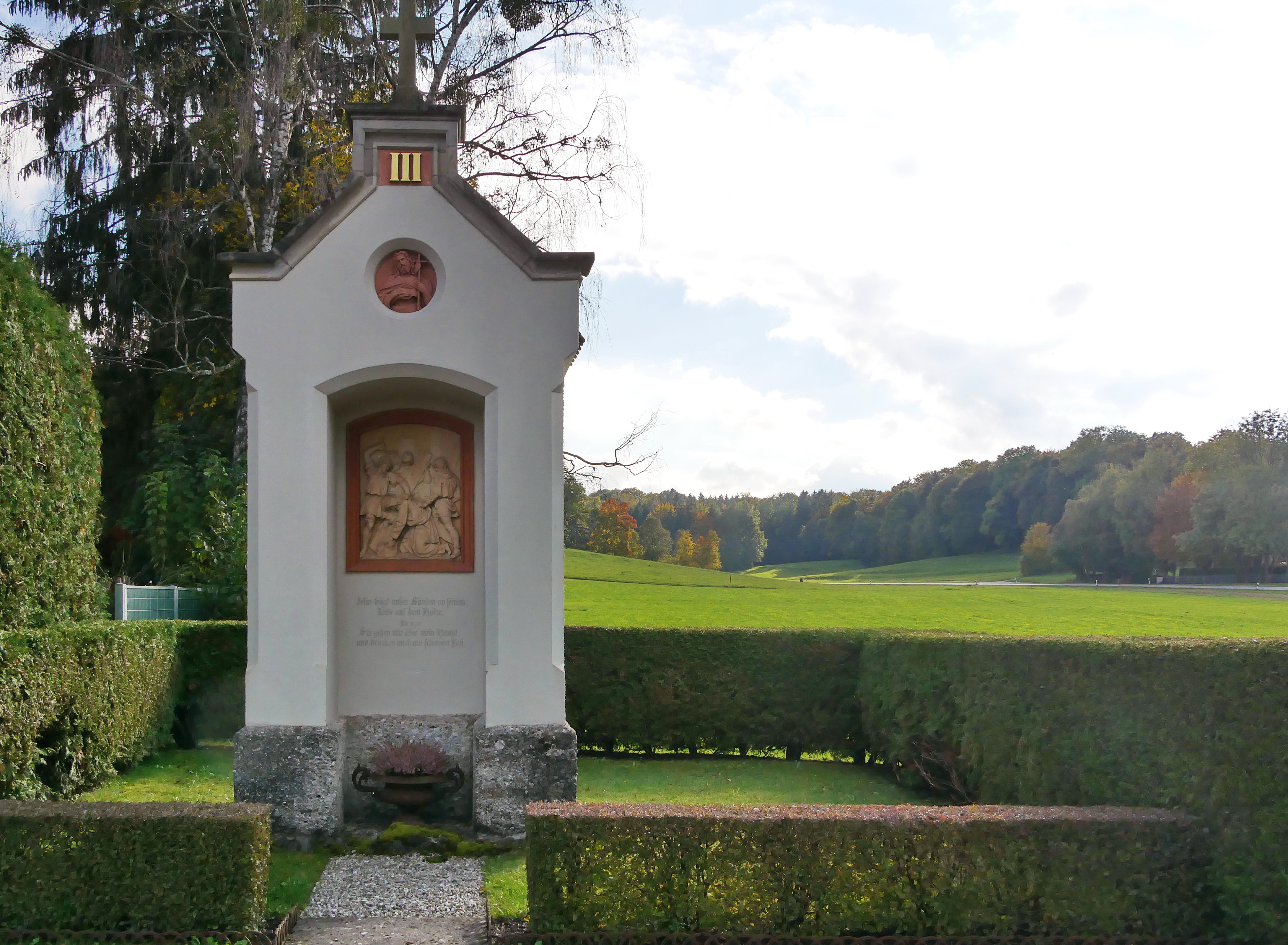
Station III
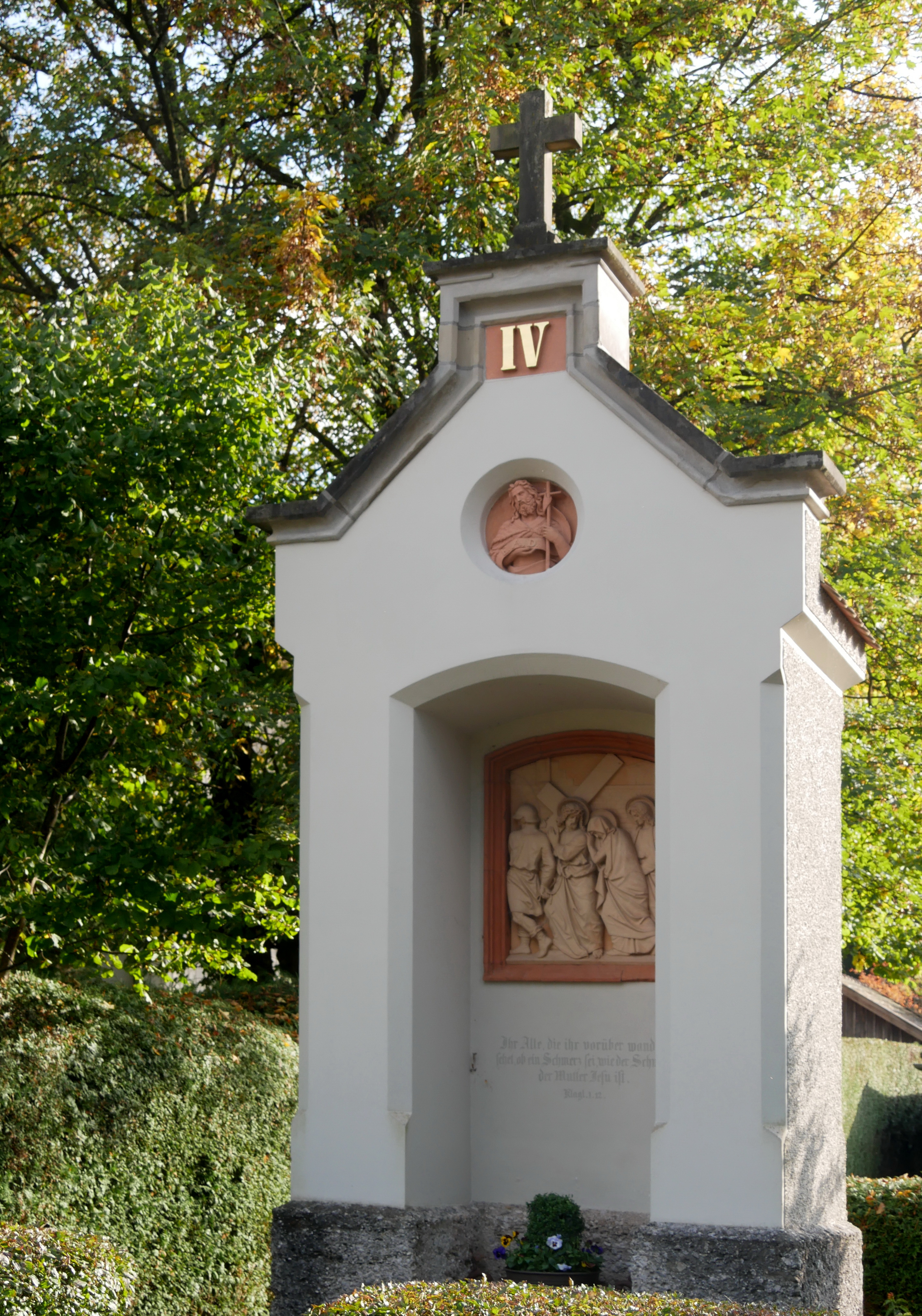
Station IV
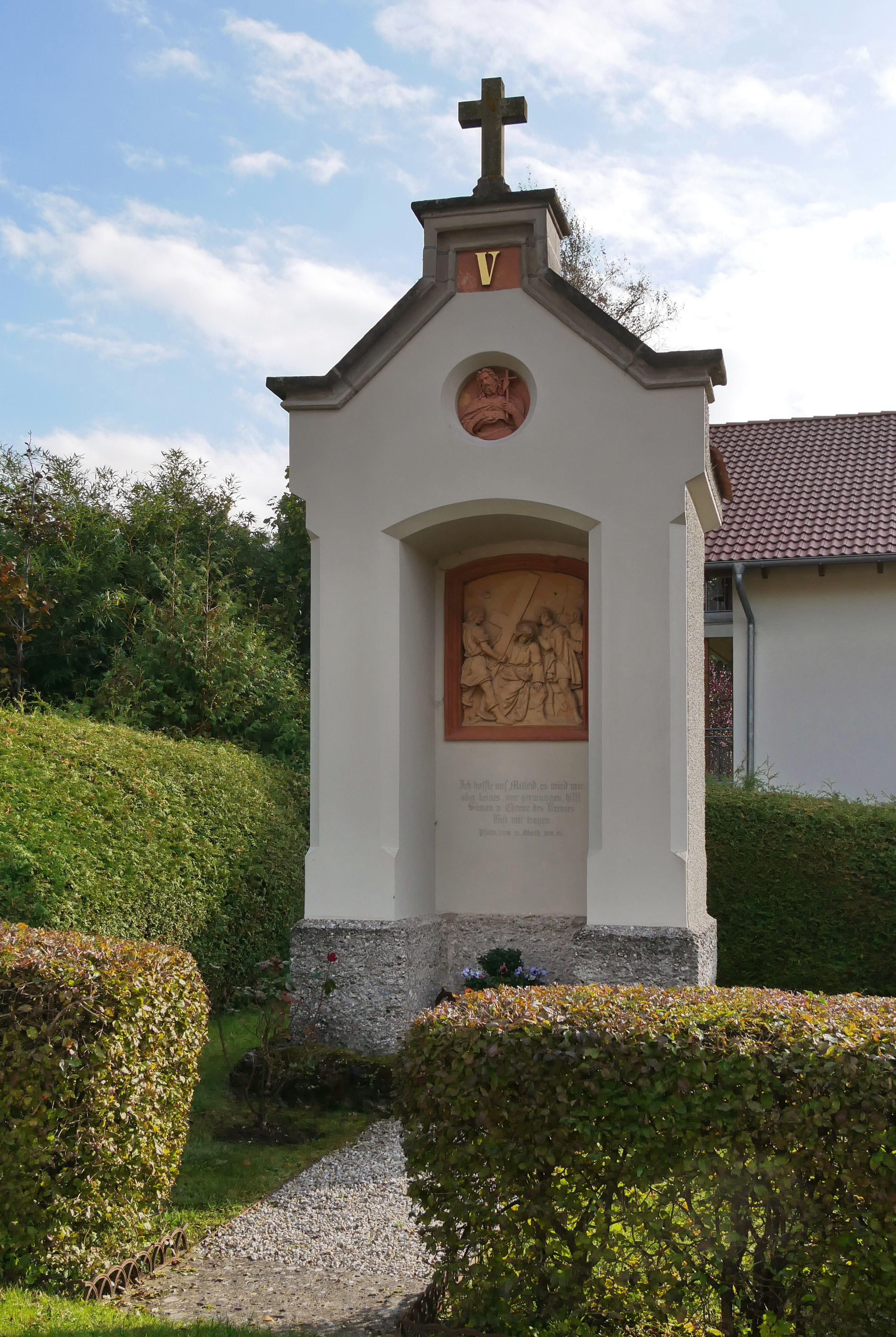
Station V
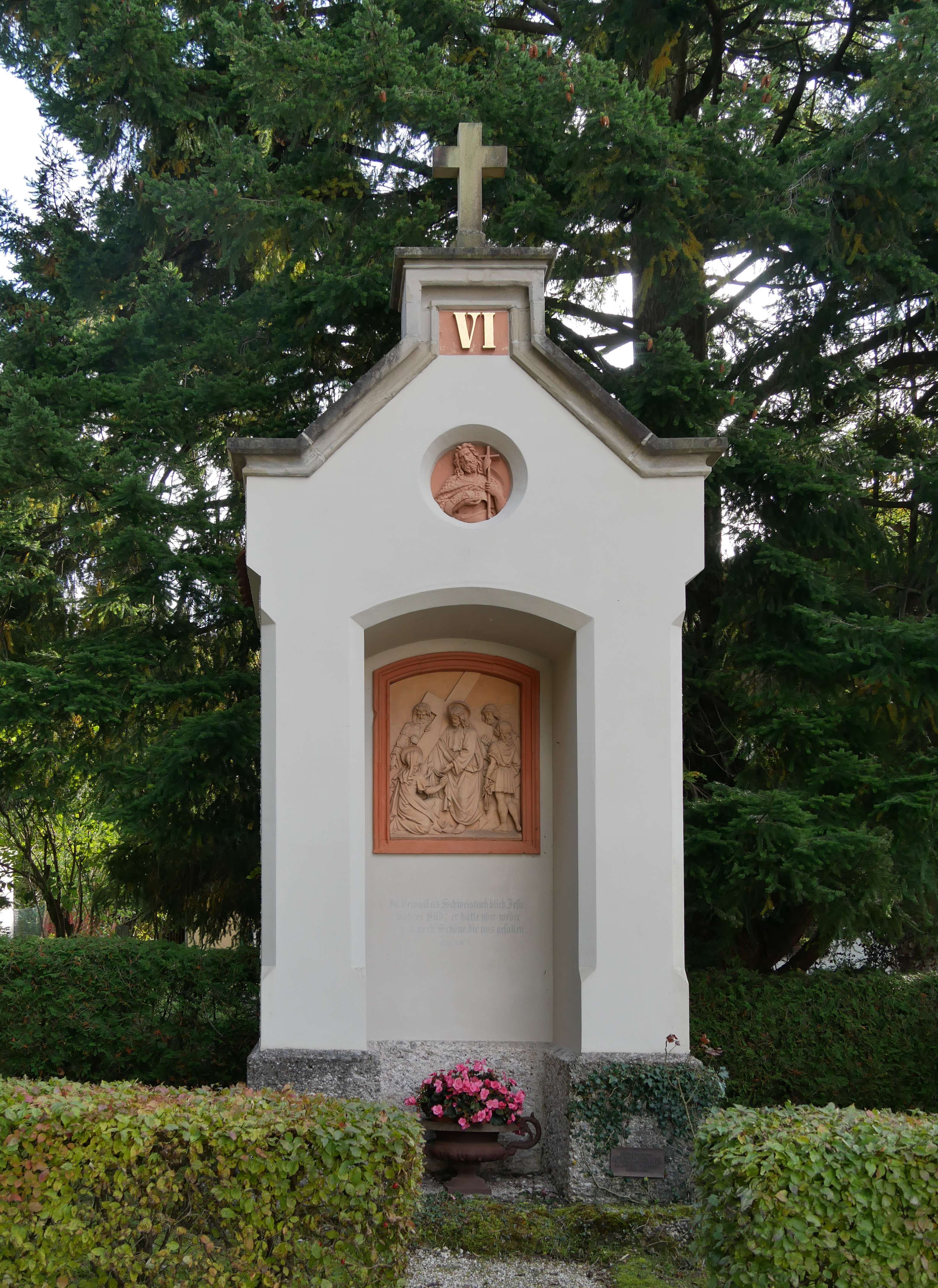
Station VI
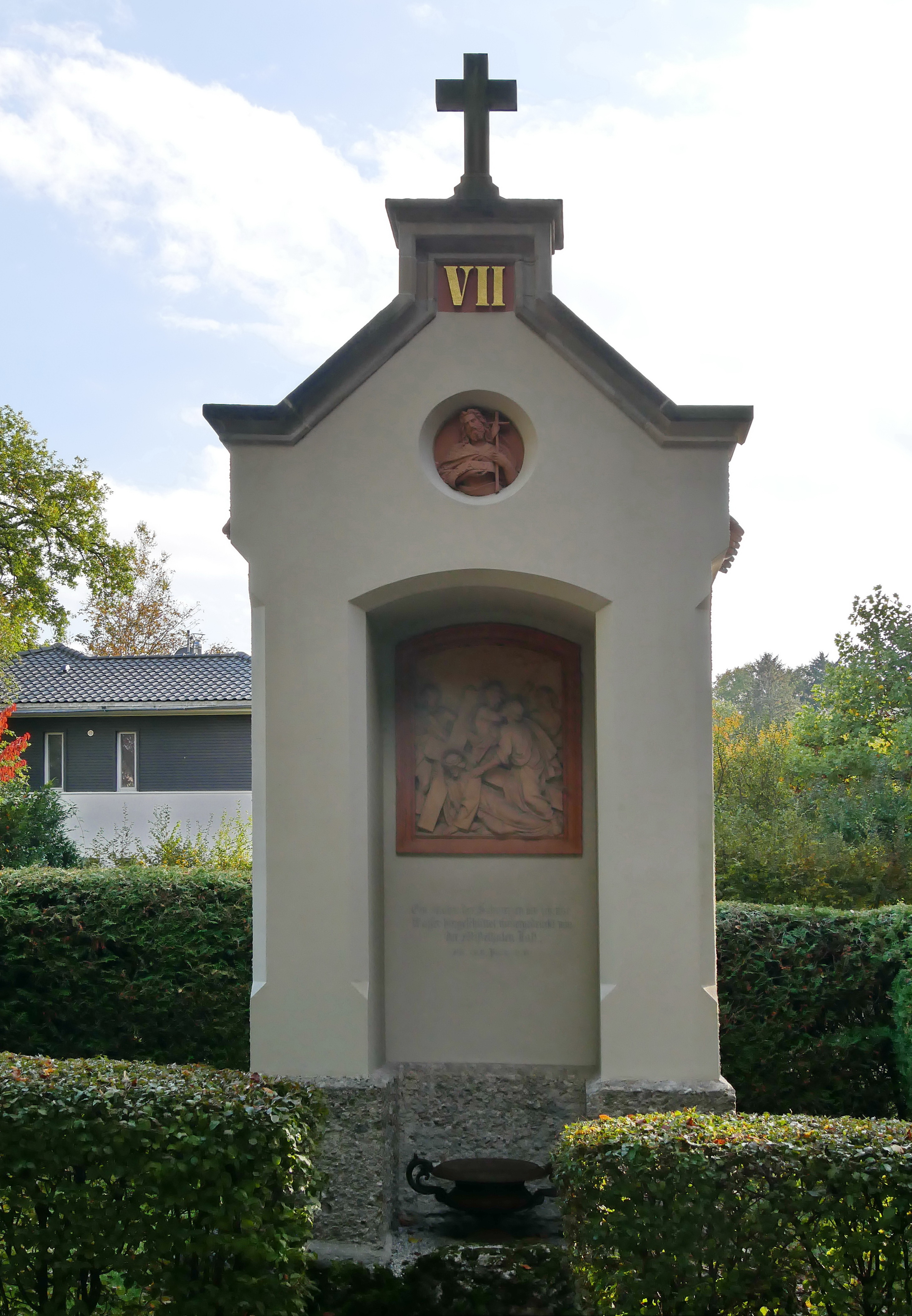
Station VII
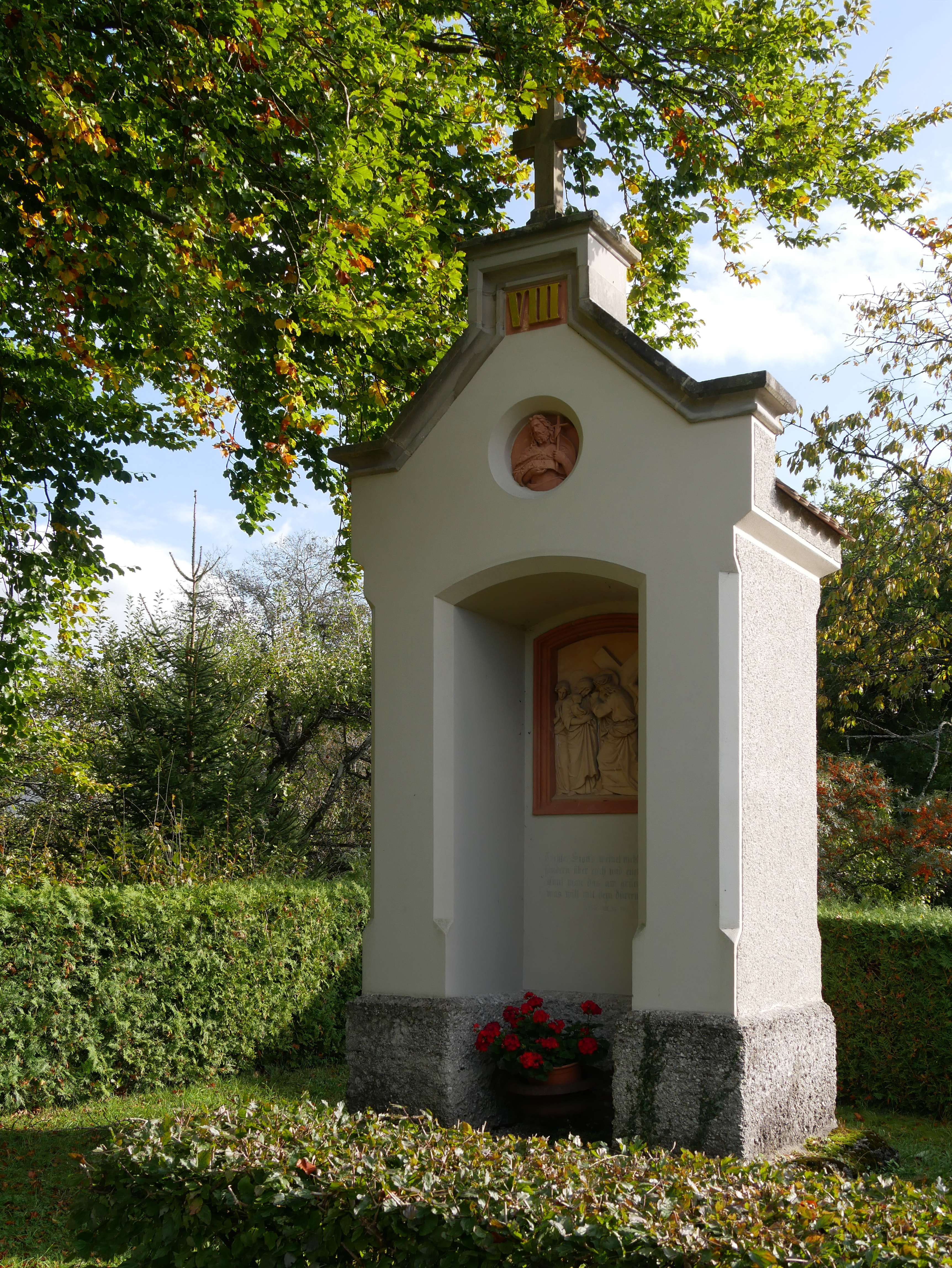
Station VIII
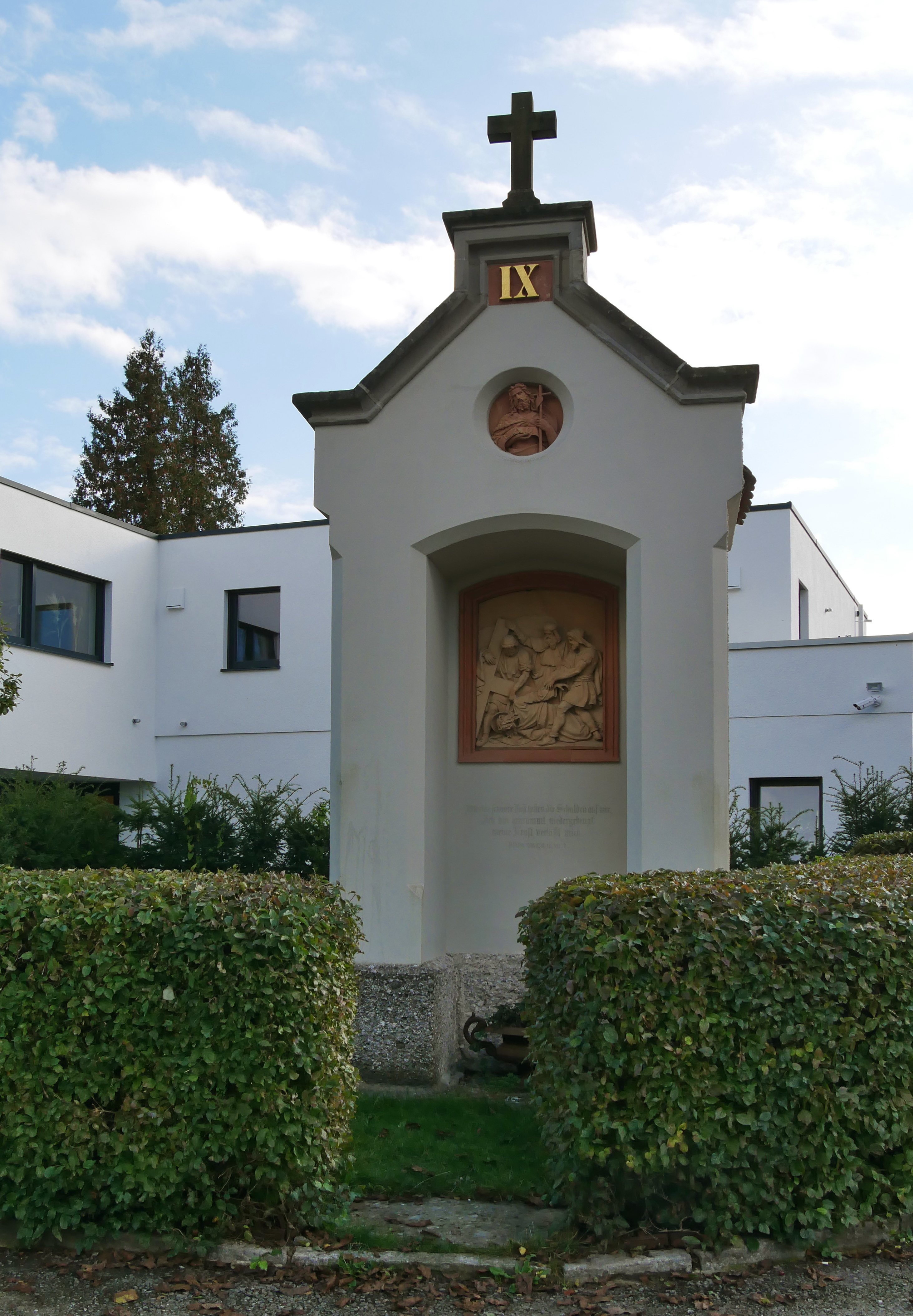
Station IX
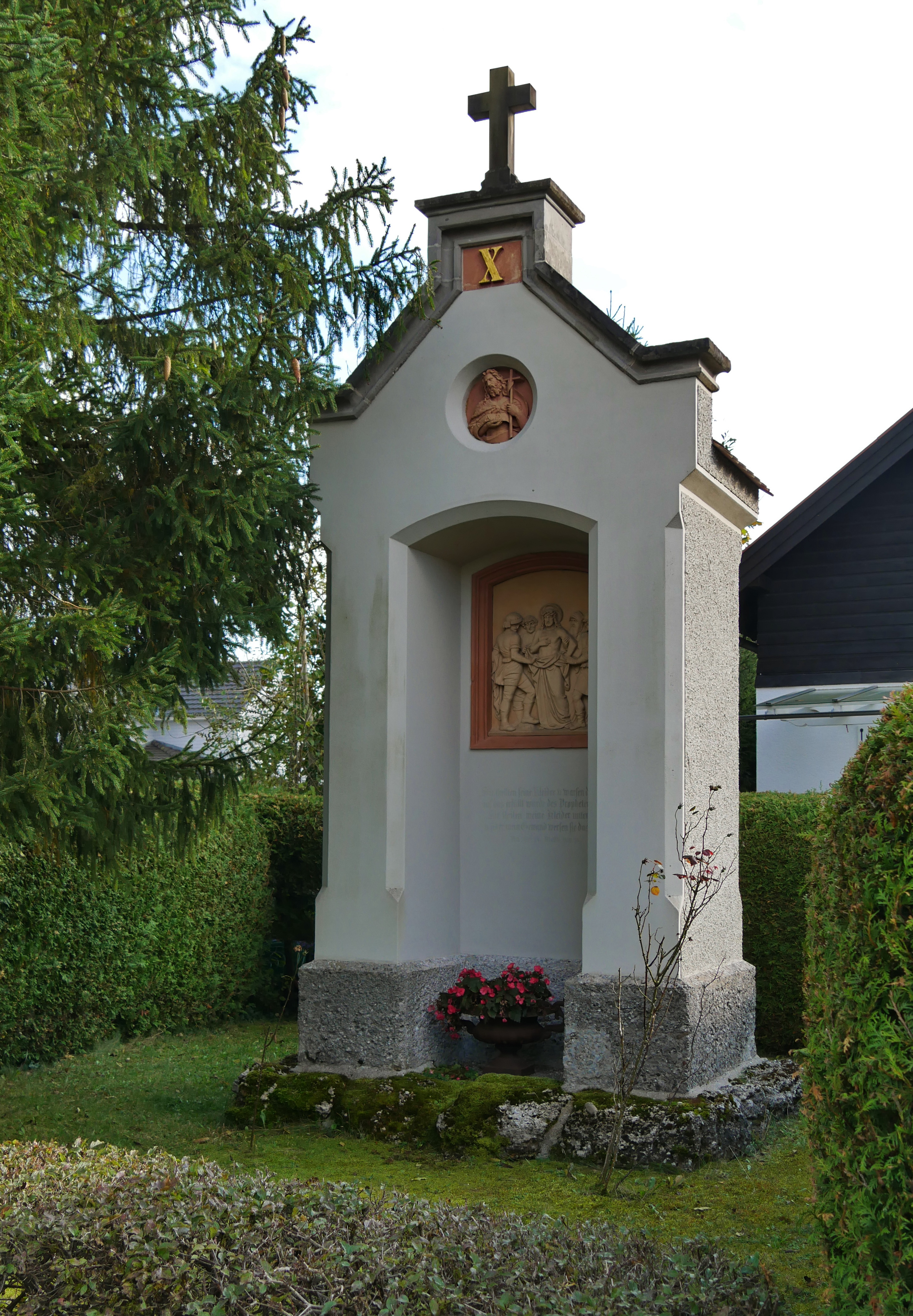
Station X
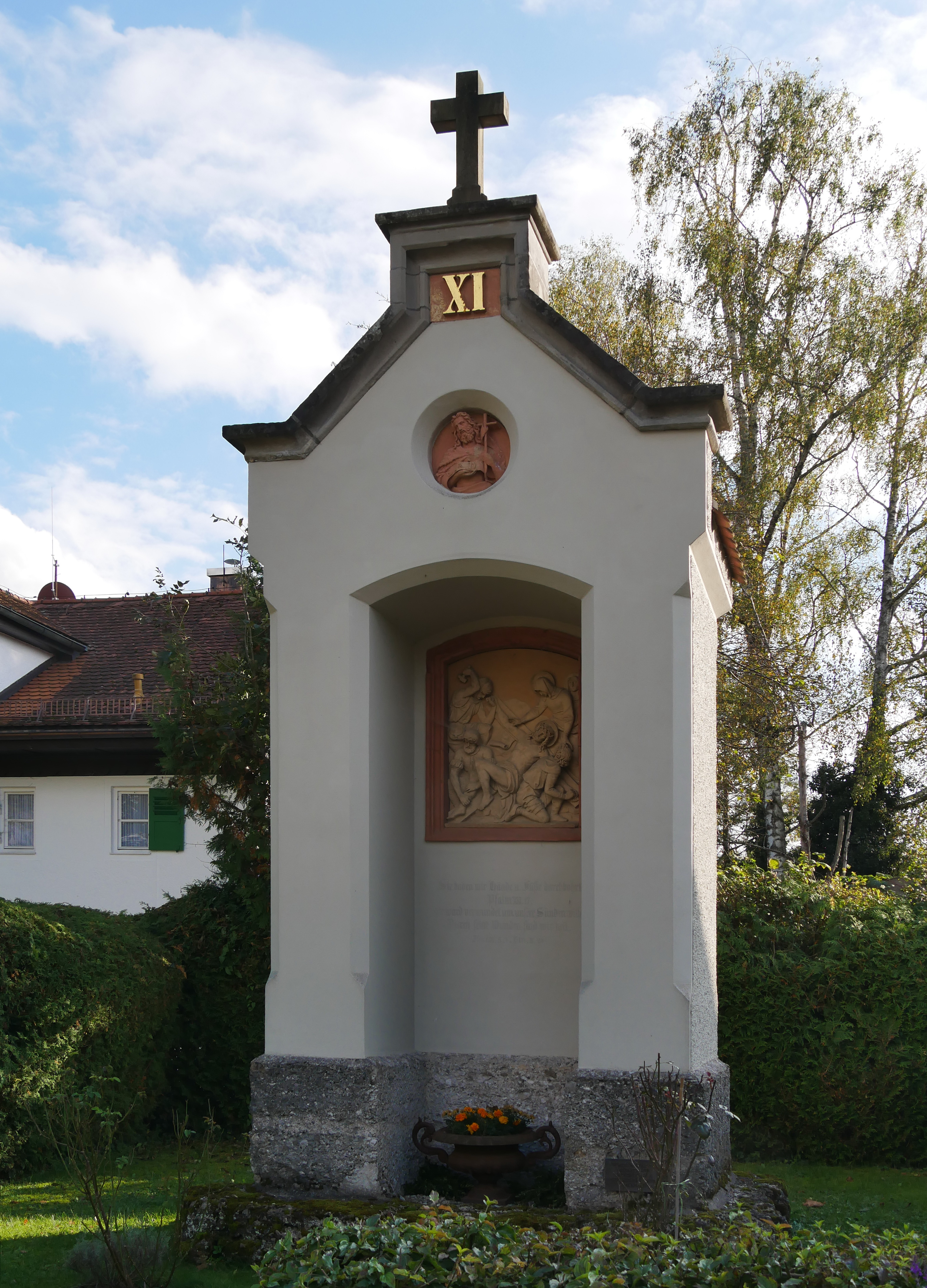
Station XI
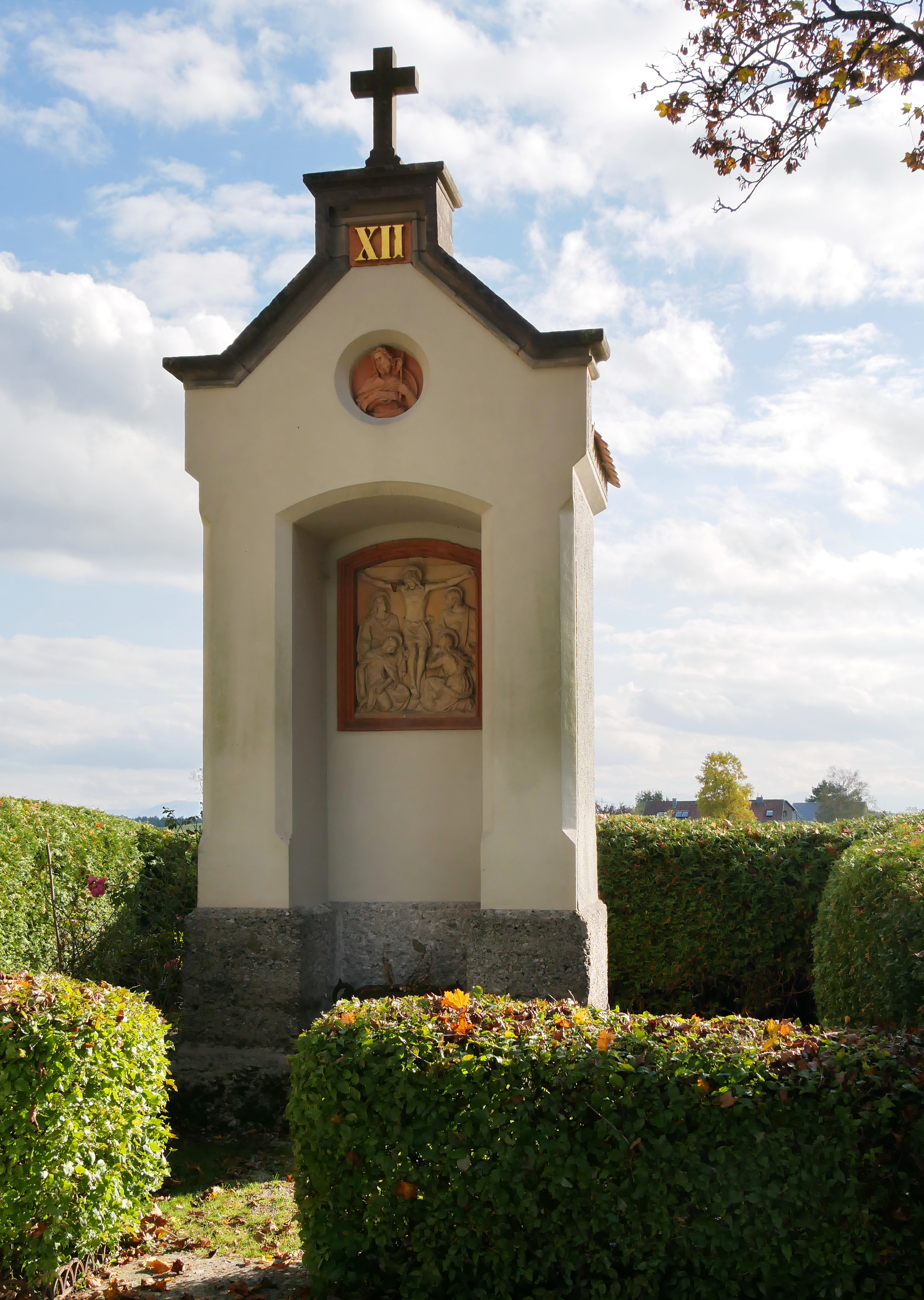
Station XII
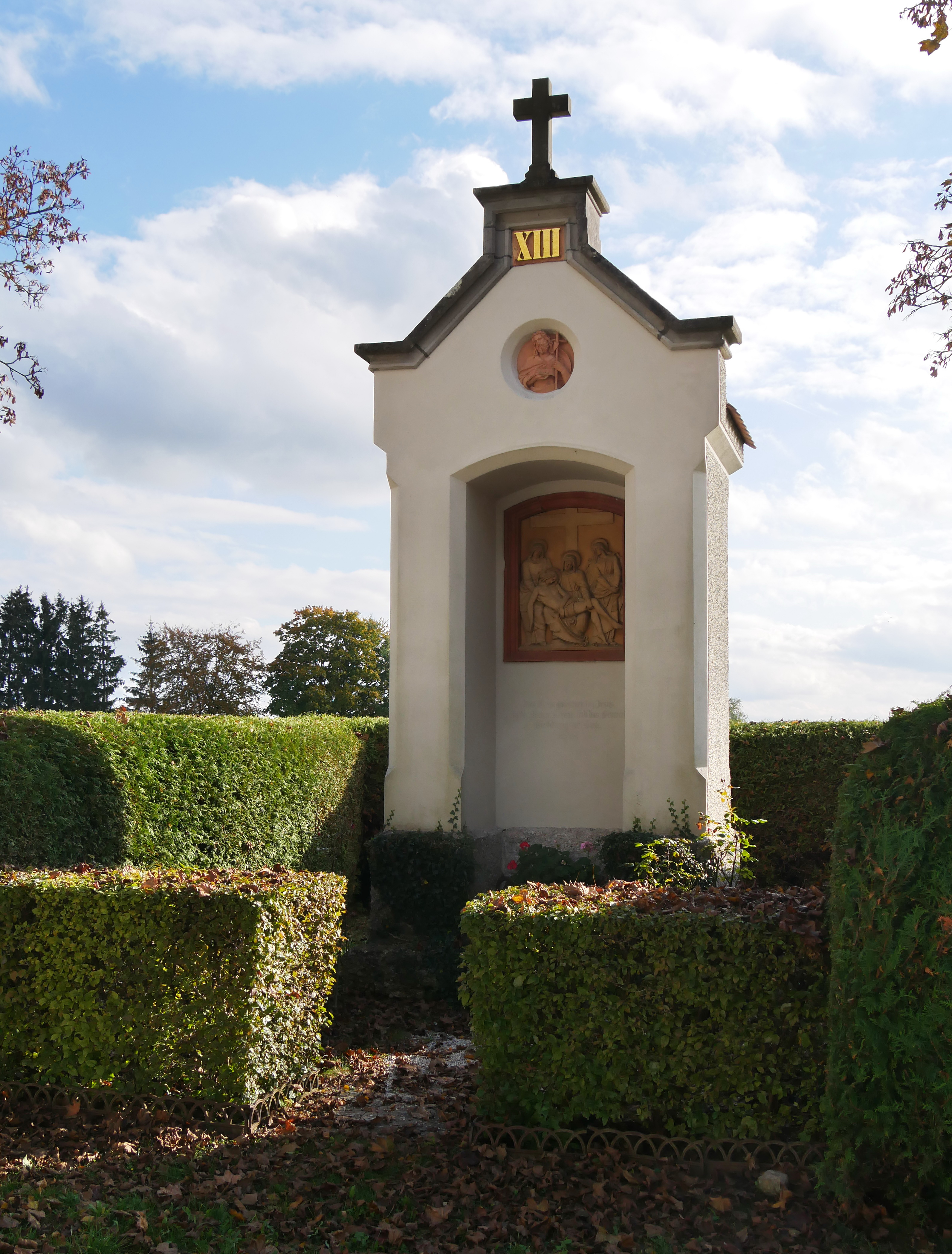
Station XIII
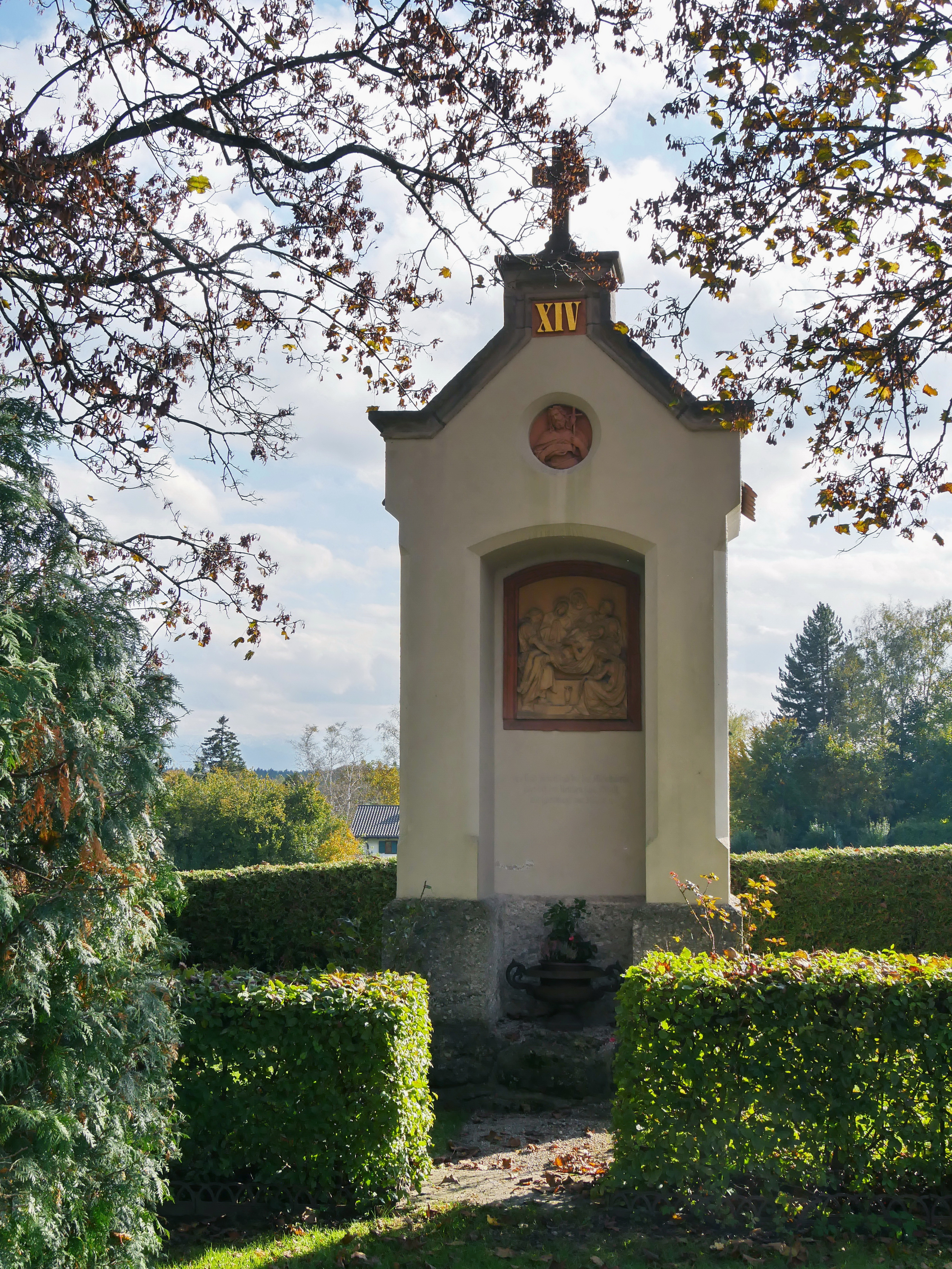
Station XIV